# Един Вишћа
Един Вишћа (17. фебруар 1990) босанскохерцеговачки је фудбалер који игра на позицији крилног играча и тренутно наступа за Трабзонспор и репрезентацију Босне и Херцеговине.